# John Solomon Rarey
John Solomon Rarey (né 6 décembre 1827 à Groveport en Ohio, mort le 4 octobre 1866) était un dresseur de chevaux américain qui utilisait une méthode basée sur la compréhension de l'intelligence des chevaux.

## Biographie
John S. Rarey a débourré son premier cheval dès l'âge de 12 ans. 
Il est devenu célèbre après sa démonstration en janvier 1858 au château de Windsor en Angleterre pour calmer un cheval de la reine Victoria. La reine et son entourage ont été enthousiasmés par la démonstration.
Après ce succès, un appel fut lancé pour trouver le cheval le plus méchant possible. Il fut vite trouvé. Il s'agissait d'un étalon nommé Cruiser. Il avait été l'un des chevaux de course les plus rapides du monde, mais maintenant on lui enfermait son museau dans une lourde muselière de fer pour l'arrêter de tuer ses palefreniers. Pour le calmer, on avait aussi envisagé de le rendre aveugle. Ce cheval était maintenu vivant uniquement dans le but de se reproduire et ainsi gagner de l'argent. Le propriétaire promit de le donner si Rarey parvenait à le rendre docile.
Contre tout conseil, Rarey s'enferma dans le box avec l'étalon. Il en sortit trois heures plus tard avec Cruiser sans sa muselière et doux comme un agneau ! Le propriétaire, Lord Dorchester, tint parole et donna Cruiser à Rarey qui l'emmena en Ohio. Cruiser y mourut le 6 juillet 1875, survivant de sept années à son nouveau maître.
En automne 1858, John Rarey fut invité à Paris où sa renommée l'avait précédé. Il devait apprivoiser Stafford, demi-sang ardent et réputé complètement inmontable, d'environ six ans. Sa grande force et sa férocité l'avaient rendu dangereux même pour l'approcher et depuis un an il avait été maintenu étroitement confiné. Une assemblée nombreuse était présente quand Stafford, se débattant dans ses entraves, fut amené devant Rarey. L'animal avait les yeux soigneusement bandés, et il était dans une humeur tout à fait méchante envers tous. Mais une heure et demie plus tard, Rarey monta le cheval avec une simple bride. Il a alors démonté, déchaîné le cheval et l'a mené autour de l'arène comme si Stafford était le cheval le plus docile qui soit.
Théophile Gautier écrivit à ce sujet : « Ce qui me plaît dans la méthode de ce dompteur américain, c'est qu'elle est humaine, pas de tord-nez, pas de mors contraignant, pas de fouet aux bords coupant, pas d'éperons aux bouts pointus, pas de poteau de souffrance, rien d'autre que de la gentillesse. Véritable victoire morale, l'idée d'infériorité est suggérée à l'animal par la succession de ses efforts inutiles. » (Le Moniteur universel, 21 janvier 1860). 
Il poursuivit sa tournée dans toute l'Europe (Berlin, Stockholm, Rome, etc.). En 1860, il poursuivit sa tournée jusqu'en Moyen-Orient à la rencontre des chevaux arabes. Finalement, il décida de revenir s'installer en Amérique dans sa ville natale. Sa dernière démonstration européenne réunira, le 27 octobre 1860, près de 8000 spectateurs au Crystal Palace de Londres.

## Principes de base
John Rarey a construit sa méthode sur trois principes fondamentaux :
1. On peut apprendre à n'importe quel cheval à faire n'importe quelle chose qu'un cheval peut faire si cela est enseigné d'une façon systématique et appropriée.
2. Un cheval n'est pas conscient de sa propre force jusqu'à ce qu'il ait résisté et ait vaincu un homme, et même dans les cas où il a temporairement triomphé, il peut encore être soumis. En tirant profit des puissances de raisonnement, un cheval peut être manipulé de façon qu'il ne découvre pas sa force.
3. On peut habituer un cheval à n'importe quel objet en lui permettant de l'examiner avec les sens qu'il utilise naturellement dans ce but, à savoir, la vue et l'odorat. On peut placer ou montrer l'objet autour, au-dessus et sur lui, à condition qu'il ne le blesse pas ou ne lui donne pas une sensation désagréable.

## Livre
The Complete Horse Tamer : Rarey a probablement écrit le texte en 1862, mais l'édition originale n'a pu être retrouvée. Seule une réédition posthume des années 1870 est consultable. Dans cette édition, la première partie (The Complete Horse Tamer) est écrite par Rarey et la deuxième partie (The Complete Farrier, or Horse Doctor)
par le maréchal-ferrant John C. Knowlson.